# Divinity: Original Sin
Divinity: Original Sin – komputerowa fabularna gra akcji wydana w roku 2014. Stanowi czwartą pełnoprawną grę z serii Divinity i jest prequelem oryginalnej gry Divine Divinity.
Gra została sfinansowana na Kickstarterze.

## Rozgrywka
Divinity: Original Sin to gra RPG zawierająca tryb co-op, interaktywny świat oraz narzędzie do modowania służące do modyfikowania i tworzenia nowej zawartości.

## Premiera
Gra miała premierę na platformę Microsoft Windows 30 czerwca 2014 roku. W 2015 roku została wydana wersja rozszerzona pt. Divinity: Original Sin – Enhanced Edition, która zawierała rozbudowaną fabułę i nowe opcje rozgrywki. Oprócz systemów Microsoft Windows była ona dostępna na następujących platformach: PlayStation 4 i Xbox One – od 27 października 2015, Linux i OS X – od 23 grudnia 2015.

## Odbiór
Divinity: Original Sin otrzymało ogólnie pozytywne przyjęcie według agregatora Metacritic. Podstawowa wersja na PC otrzymała ocenę 87/100, natomiast wersja Enhanced Edition na PC – 94/100, wersja na PS4 – 88/100, a wersja na Xbox ONE – 88/100. Była to także najwyżej oceniana gra Larian Studios aż do wydania Divinity: Grzech pierworodny II w 2017 roku.
Portal GameSpot określił ją grą roku. Rock Paper Shotgun określił ją „Najlepszą kampanią na Kickstarterze w 2014 roku”.
Gra została nominowana D.I.C.E. Award za najlepszą grę fabularną roku, a także do The Game Awards 2014.
W ciągu tygodnia od premiery gra sprzedała się w nakładzie ponad 160 000 egzemplarzy, stając się najszybciej sprzedającą się grą Larian Studios.  Do września 2014 roku gra sprzedała się w nakładzie ponad 500 000 egzemplarzy.

## Kontynuacje
14 września 2017 roku ukazała się kontynuacja gry zatytułowana Divinity: Original Sin II.
W listopadzie 2019 roku na Kickstarterze uruchomiono zbiórkę na grę planszową na podstawie Divinity: Original Sin.